# 普雷夫拉卡島

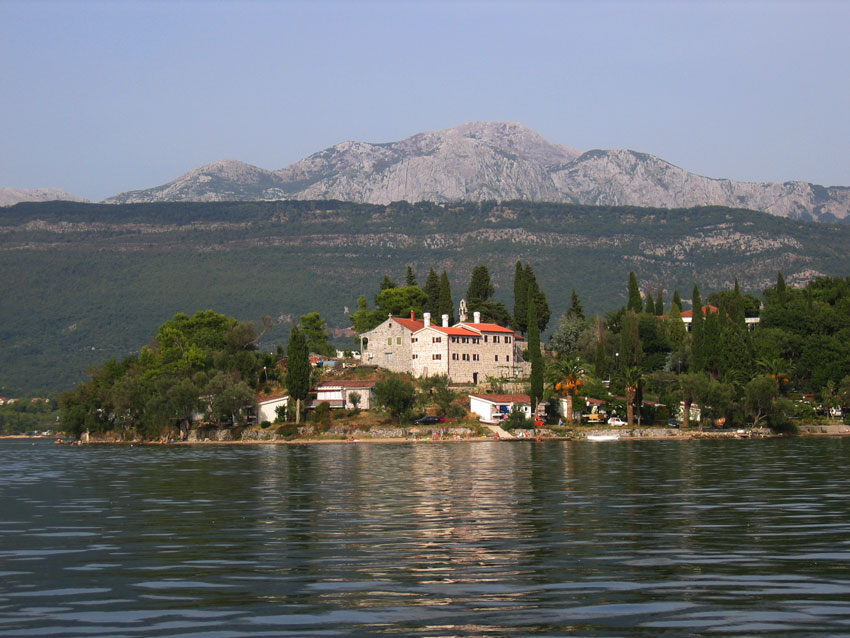

普雷夫拉卡島是黑山的島嶼，位於亞得里亞海，由蒂瓦特負責管轄，長0.3公里、寬0.2公里，面積0.06平方公里，該島的修道院在十五世紀被威尼斯共和國摧毀。
42°24′21″N 18°42′15″E / 42.4058°N 18.7042°E